# Hrvatski nogometni kup 2002/03
Der Hrvatski nogometni kup 2002/03 war der zwölfte Wettbewerb um den kroatischen Fußballpokal nach der Loslösung des kroatischen Fußballverbandes aus dem jugoslawischen Fußballverband.
Hajduk Split setzte sich in zwei Finalspielen gegen den NK Uljanik Pula durch. Es war Hajduks 4. Pokalsieg im unabhängigen Kroatien und der 13. insgesamt.

## Modus
Ab dem Viertelfinale einschließlich des Finales wurden jeweils Hin- und Rückspiele ausgetragen. Bei gleicher Anzahl an Toren aus beiden Spielen kam die Mannschaft weiter, die auswärts mehr Tore erzielt hatte. Herrschte auch hier Gleichstand, wurde ein Elfmeterschießen zur Ermittlung des Siegers ausgetragen.

## Teilnehmer
An der Vorrunde
- 21 Sieger des Bezirkspokals
- 11 Finalisten des Bezirkspokals aus den Fußballverbänden mit der größten Anzahl registrierter Fußballclubs

| Bezirk              | Sieger                     | Finalist                      |
| ------------------- | -------------------------- | ----------------------------- |
| Bjelovar-Bilogora   | NK Bjelovar                | NK Mladost Ždralovi           |
| Brod-Posavina       | NK Marsonia                | NK Oriolik                    |
| Dubrovnik-Neretva   | NK Hajduk Vela Luka        |                               |
| Istrien             | NK Istra Pula              | NK Uljanik Pula               |
| Karlovac            | NK Ilovac Karlovac         |                               |
| Koprivnica-Križevci | Omladinac Sloga Herešin    | NK Podravac Virje             |
| Krapina-Zagorje     | NK Oroslavlje              |                               |
| Lika-Senj           | NK Novalja                 |                               |
| Međimurje           | Auto Mikolaj Krištanovec   | NK Polet Sveti Martin na Muri |
| Osijek-Baranja      | NK Grafičar Vodovod Osijek | NK Metalac Osijek             |
| Požega-Slawonien    | NK Kamen Ingrad Velika     |                               |

| Bezirk               | Sieger                  | Finalist                |
| -------------------- | ----------------------- | ----------------------- |
| Primorje-Gorski      | NK Pomorac Kostrena     |                         |
| Sisak-Moslavina      | NK TŠK Topolovac        | NK Sloga-Maris Jazavica |
| Split-Dalmatien      | NK Mosor Žrnovnica      |                         |
| Šibenik-Knin         | NK Vodice               |                         |
| Varaždin             | NK Omladinac Jurketinec | NK Ivančica Ivanec      |
| Virovitica-Podravina | NK Pitomača             | NK TVIN Virovitica      |
| Vukovar-Syrmien      | NK Bedem Ivankovo       | NK Graničar Županja     |
| Zadar                | NK Pag                  |                         |
| Stadt Zagreb         | NK Croatia Sesvete      |                         |
| Zagreb               | NK Sava Strmec          | NK Dugo Selo            |

Am Sechzehntelfinale
- Die 16 punktbesten Vereine der Fünfjahres-Pokalwertung. (63 Punkte für den Pokalsieger, 31 für den unterlegenen Finalisten, 15 für die Halbfinalisten, 7 für die Viertelfinalisten, 3 für die Achtelfinalisten und 1 Punkt für die Sechzehntelfinalisten.)

| - 1. Dinamo Zagreb (221) - 2. Hajduk Split (131) - 3. NK Osijek (101) - 4. NK Zagreb (77) | - 5. NK Varteks Varaždin (59) - 6. Cibalia Vinkovci (51) - 7. NK Slaven Belupo (31) - 8. NK Hrvatski dragovoljac (28) | - 09. Inter Zaprešić (17) - 10. HNK Segesta Sisak (15) - 11. HNK Rijeka (14) - 12. NK Belišće (13) | - 13. NK Zadar (11) - 14. HNK Dubrovnik (11) - 15. HNK Šibenik (11) - 16. HNK Orijent 1919 Rijeka (11) |

## Ergebnisse

### Vorrunde
Die Spiele fanden zwischen dem 26. und 31. August 2002 statt.
|                               | Ergebnis |                            |
| ----------------------------- | -------- | -------------------------- |
| Auto Mikolaj Krištanovec      | 02:13    | NK Pomorac Kostrena        |
| NK Istra Pula                 | 2:1      | NK Metalac Osijek          |
| NK Bedem Ivankovo             | 1:3      | NK Novalja                 |
| NK Polet Sveti Martin na Muri | 0:2      | Omladinac Sloga Herešin    |
| NK Oriolik                    | 6:0      | NK Omladinac Jurketinci    |
| NK TŠK Topolovac              | 3:2      | NK Podravac                |
| NK Sava Strmec                | 0:2      | NK Pag                     |
| NK Pitomača                   | 0:3      | NK Grafičar Vodovod Osijek |
| NK Uljanik Pula               | 11:10    | NK Ivančica Ivanec         |
| NK TVIN Virovitica            | 5:0      | NK Mladost Ždralovi        |
| NK Vodice                     | 0:4      | NK Uskok Klis              |
| NK Kamen Ingrad Velika        | 1:0      | NK Marsonia                |
| NK Graničar Županja           | 1:0      | NK Sloga-Maris Jazavica    |
| NK Dugo Selo                  | 1:0      | NK Bjelovar                |
| NK Oroslavlje                 | 1:3      | NK Croatia Sesvete         |
| NK Hajduk Vela Luka           | 3:0      | NK Ilovac Karlovac         |

### Sechzehntelfinale
Die Spiele fanden am 11. September 2002 statt.
|                            | Ergebnis  |                         |
| -------------------------- | --------- | ----------------------- |
| HNK Orijent 1919           | 0:2       | NK Kamen Ingrad Velika  |
| NK Grafičar Vodovod Osijek | 1:0       | HNK Rijeka              |
| NK Istra Pula              | 2:3       | NK Pomorac Kostrena     |
| NK Hajduk Vela Luka        | 0:6       | Dinamo Zagreb           |
| NK Pag                     | 2:7       | Hajduk Split            |
| NK Oriolik                 | 0:9       | NK Osijek               |
| NK TVIN Virovitica         | 1:6       | NK Varteks Varaždin     |
| Omladinac Sloga Herešin    | 2:6       | NK Zagreb               |
| NK Graničar Županja        | 0:3       | Cibalia Vinkovci        |
| NK Uskok Klis              | 0:2       | NK Slaven Belupo        |
| NK Uljanik Pula            | 2:1       | NK Hrvatski dragovoljac |
| NK Dugo Selo               | 1:2 n. V. | NK Zadar                |
| NK Novalja                 | 1:2       | HNK Šibenik             |
| HNK Dubrovnik              | 0:2       | NK Belišće              |
| NK Croatia Sesvete         | 0:3       | Inker Zaprešić          |
| NK TŠK Topolovac           | 1:0 n. V. | HNK Segesta Sisak       |

### Achtelfinale
Die Spiele fanden zwischen den 6. November und 4. Dezember 2002 statt.
|                        | Ergebnis  |                            |
| ---------------------- | --------- | -------------------------- |
| Hajduk Split           | 1:0       | NK TŠK Topolovac           |
| NK Pomorac Kostrena    | 1:0       | NK Slaven Belupo           |
| Cibalia Vinkovci       | 1:0       | NK Zadar                   |
| NK Osijek              | 3:1       | Inker Zaprešić             |
| NK Uljanik Pula        | 6:0       | NK Grafičar Vodovod Osijek |
| HNK Šibenik            | 1:2 n. V. | NK Zagreb                  |
| NK Belišće             | 0:4       | NK Varteks Varaždin        |
| NK Kamen Ingrad Velika | 2:1 n. V. | Dinamo Zagreb              |

### Viertelfinale
Die Hinspiele fanden am 5. März 2003 statt, die Rückspiele am 19. März.
|                        | Gesamt |                     | Hinspiel | Rückspiel |
| ---------------------- | ------ | ------------------- | -------- | --------- |
| Cibalia Vinkovci       | 1:7    | Hajduk Split        | 1:3      | 0:4       |
| NK Osijek              | 1:4    | NK Uljanik Pula     | 0:0      | 1:4       |
| NK Kamen Ingrad Velika | 4:2    | NK Zagreb           | 1:1      | 3:1       |
| NK Varteks Varaždin    | 4:3    | NK Pomorac Kostrena | 3:2      | 1:1       |

### Halbfinale
Die Hinspiele des Halbfinals fanden am 16. April 2003 statt, die Rückspiele am 23. April.
|                 | Gesamt |                        | Hinspiel | Rückspiel |
| --------------- | ------ | ---------------------- | -------- | --------- |
| NK Uljanik Pula | 4:2    | NK Kamen Ingrad Velika | 1:1      | 4:0       |
| Hajduk Split    | 4:3    | NK Varteks Varaždin    | 2:0      | 0:0       |

### Finale

#### Hinspiel
| NK Uljanik Pula                             | NK Uljanik Pula | Hajduk Split | Hajduk Split |
| ------------------------------------------- | --- | --- | ------------ |
| NK Uljanik Pula                             | \| 21. Mai 2003 in Pula (Stadion Aldo Drosina) \| \| Ergebnis: 0:1 (0:0) \| \| Zuschauer: 5.000 \| \| Schiedsrichter: Zeljko Širić \| \| Spielbericht \| | \| 21. Mai 2003 in Pula (Stadion Aldo Drosina) \| \| Ergebnis: 0:1 (0:0) \| \| Zuschauer: 5.000 \| \| Schiedsrichter: Zeljko Širić \| \| Spielbericht \|                                                                                             | Hajduk Split |
| NK Uljanik Pula                             | Siniša Ćaleta – Davor Lasić, Damir Šistek (68. Elmir Osmanović), Dalibor Pauletić, Kristijan Dadić – Ivan Kurtović, Dragan Raković (72. Vedran Stošic), Danijel Ostović, Igor Žiković – Darko Deranja (85. Ljupko Kontešić), Marin Mikac Cheftrainer: Elvis Scoria | Stipe Pletikosa – Dario Brgles (68. Zvonimir Deranja), Mato Neretljak, Hrvoje Vuković, Ante Miše – Mario Carević (83. Hrvoje Vejić), Darijo Srna, Dean Računica, Nino Bule – Almir Turković (85. Petar Krpan), Milan Rapaić Cheftrainer: Zoran Vulić | Hajduk Split |
| NK Uljanik Pula                             | 0:1 Nino Bule (49.) | | Hajduk Split |
| NK Uljanik Pula                             | Stošic, Ostović | Miše, Neretljak | Hajduk Split |
| 21. Mai 2003 in Pula (Stadion Aldo Drosina) | | |              |
| Ergebnis: 0:1 (0:0)                         | | |              |
| Zuschauer: 5.000                            | | |              |
| Schiedsrichter: Zeljko Širić                | | |              |
| Spielbericht                                | | |              |

#### Rückspiel
| Hajduk Split                           | Hajduk Split | NK Uljanik Pula | NK Uljanik Pula |
| -------------------------------------- | --- | --- | --------------- |
| Hajduk Split                           | \| 4. Juni 2003 in Split (Stadion Poljud) \| \| Ergebnis: 4:0 (3:0) \| \| Zuschauer: 12.000 \| \| Schiedsrichter: Goran Marić \| \| Spielbericht \| | \| 4. Juni 2003 in Split (Stadion Poljud) \| \| Ergebnis: 4:0 (3:0) \| \| Zuschauer: 12.000 \| \| Schiedsrichter: Goran Marić \| \| Spielbericht \| | NK Uljanik Pula |
| Hajduk Split                           | Stipe Pletikosa – Darijo Srna (75. Dario Brgles), Hrvoje Vuković, Hrvoje Vejić, Mato Naretljak – Mario Carević, Srđan Andrić, Nino Bule (80. Zvonimir Deranja), Dean Računica – Almir Turković, Milan Rapaić (75. Petar Krpan) Cheftrainer: Zoran Vulić | Siniša Ćaleta – Davor Lasić, Damir Šistek, Dalibor Pauletić (85. Tomislav Černjul), Kristijan Dadić – Ognjen Ugrčić, Vedran Stošić, Danijel Ostović (75. Zedi Ramadani), Darko Deranja – Igor Žiković (65. Marin Mikac), Ljupko Kontešić Cheftrainer: Elvis Scoria | NK Uljanik Pula |
| Hajduk Split                           | 1:0 Stipe Pletikosa (19. Elfmeter) 2:0 Milan Rapaić (27.) 3:0 Almir Turković (36.) 4:0 Zvonimir Deranja (82.) | | NK Uljanik Pula |
| 4. Juni 2003 in Split (Stadion Poljud) | | |                 |
| Ergebnis: 4:0 (3:0)                    | | |                 |
| Zuschauer: 12.000                      | | |                 |
| Schiedsrichter: Goran Marić            | | |                 |
| Spielbericht                           | | |                 |

## Torschützenliste
| Pl. | Name             | Mannschaft          | Tore |
| --- | ---------------- | ------------------- | ---- |
| 01. | Igor Žiković     | NK Uljanik Pula     | 7    |
| 02. | Zvonimir Deranja | Hajduk Split        | 4    |
| 03. | Boško Balaban    | Dinamo Zagreb       | 3    |
| 03. | Nedim Halilović  | NK Varteks Varaždin | 3    |
| 03. | Hrvoje Sklepić   | NK Varteks Varaždin | 3    |
| 03. | Vedran Stošić    | NK Uljanik Pula     | 3    |